# GitHub Copilot
GitHub Copilot és una eina de programació automàtica desenvolupada per GitHub i OpenAI que assisteix els programadors que usen Visual Studio Code, Visual Studio, Neovim i els entorns integrats de desenvolupament de JetBrains.
Copilot és un servei al núvol que s'ofereix a través dels entorns integrats de desenvolupament, instal·lant un connector o plug-in. Aquest plug-in fa peticions al servei al núvol quan el programador escriu codi o demana suport, i aquest servei executa el model transformador OpenAI Codex que genera una resposta o codi (snippet) que es mostra com a suggeriment a l'entorn de desenvolupament. Finalment, el desenvolupador decideix si vol aplicar la proposta de programació. GitHub Copilot pot oferir diversos tipus d'assistència als programadors: propostes de codi, xat de suport per programar, generació de tests i correcció, simplificació i explicació del programa.
GitHub Copilot es va anunciar per primer cop com a versió preliminar el 29 de juny del 2021. Més de 1,2 milions de desenvolupadors el van fer servir durant el primer any. El 21 de juny del 2022 el servei es va obrir de forma oficial al públic general. El març del 2023 es va introduir "Copilot X", una nova versió que introduïa un xatbot basat en el model GPT-4. L'any següent, Copilot es va començar a oferir de forma gratuïta a tots els programadors i també va introduir l'ús dels models Claude de l'empresa Anthropic. L'octubre del 2024, 1,8 milions de programadors feien servir GitHub Copilot.

## Implementació
El funcionament de GitHub Copilot es fonamenta en tres grans elements: un entorn integrat de desenvolupament compatible, un connector (plug-in) i un model transformador denominat OpenAI Codex. L'IDE i el connector són instal·lats i funcionen localment; per altra banda, Codex AI és un model executat al núvol.

Diagrama de la implementació de GitHub Copilot.

Els entorns integrats de desenvolupament compatibles són Visual Studio Code, Visual Studio, Neovim i els entorns de JetBrains. A aquest IDE s'hi ha d'instal·lar un connector o plug-in. Aquesta instal·lació no requereix cap configuració ni modificació addicional. Des de l'entorn es pot seleccionar el tipus d'assistència que es vol fer servir.
Cada cop que el connector rep una sol·licitud d'assistència aquesta es reenvia al model de CodexAI, executat al núvol. El resultat del model es mostra a l'entorn de desenvolupament, permetent que el programador decideixi si vol fer servir la proposta o no. Opcionalment es pot enviar feedback per col·laborar a millorar el model. CodexAI ha estat entrenat en una selecció de codi i texts en anglès disponibles a Internet, incloent-hi tots els repositoris públics de GitHub. El conjunt de dades inicial es va recollir el maig del 2020 de 54 milions de repositoris de programari públics allotjats a GitHub, contenint un total de 179 GB de fitxers Python únics. Aquest conjunt es va filtrar, per excloure fitxers potencialment autogenerats, i al final es va aconseguir un conjunt de 158 GB. Des d'aleshores, aquest model s'ha anat actualitzant per oferir noves funcionalitats.